# دائرة القالة
دائرة القالة إحدى دوائر ولاية الطارف الجزائرية . عاصمتها هي القالة وتضم بلديات :
- القالة
- السوارخ
- رمل السوق
- العيون